# Kalombo N'Kongolo
 (avril 2025).
La mise en forme du texte ne suit pas les recommandations de Wikipédia : il faut le « wikifier ».
Les points d'amélioration suivants sont les cas les plus fréquents :
- Les titres sont pré-formatés par le logiciel. Ils ne sont ni en capitales, ni en gras.
- Le texte ne doit pas être écrit en capitales (les noms de famille non plus), ni en gras, ni en italique, ni en « petit »…
- Le gras n'est utilisé que pour surligner le titre de l'article dans l'introduction, une seule fois.
- L'italique est rarement utilisé : mots en langue étrangère, titres d'œuvres, noms de bateaux, etc.
- Les citations ne sont pas en italique mais en corps de texte normal. Elles sont entourées par des guillemets français : « et ».
- Les listes à puces sont à éviter, des paragraphes rédigés étant largement préférés. Les tableaux sont à réserver à la présentation de données structurées (résultats, etc.).
- Les appels de note de bas de page (petits chiffres en exposant, introduits par l'outil «  Source ») sont à placer entre la fin de phrase et le point final[comme ça].
- Les liens internes (vers d'autres articles de Wikipédia) sont à choisir avec parcimonie. Créez des liens vers des articles approfondissant le sujet. Les termes génériques sans rapport avec le sujet sont à éviter, ainsi que les répétitions de liens vers un même terme.
- Les liens externes sont à placer uniquement dans une section « Liens externes », à la fin de l'article. Ces liens sont à choisir avec parcimonie suivant les règles définies. Si un lien sert de source à l'article, son insertion dans le texte est à faire par les notes de bas de page.
- La présentation des références doit suivre les conventions bibliographiques. Il est recommandé d'utiliser les modèles {{Ouvrage}}, {{Chapitre}}, {{Article}}, {{Lien web}} et/ou {{Bibliographie}}. Le mode d'édition visuel peut mettre en forme automatiquement les références.
- Insérer une infobox (cadre d'informations à droite) n'est pas obligatoire pour parachever la mise en page.

Pour une aide détaillée, merci de consulter Aide:Wikification.
Si vous pensez que ces points ont été résolus, vous pouvez retirer ce bandeau et améliorer la mise en forme d'un autre article.

## Biographie
Kalombo N'Kongolo (17 juillet 1961 - 10 mars 1993) était un footballeur professionnel congolais qui jouait comme défenseur central.

## Carrière en club
Doté d'un physique puissant, N'Kongolo est né à Kinshasa et a passé la majeure partie de sa carrière professionnelle au Portugal, où il est arrivé à l'âge de 26 ans en signant pour le modeste SC Espinho en Primeira Liga.Ses solides performances ont attiré l'attention du FC Porto.
Lors de sa seule saison à Porto, N'Kongolo a disputé 17 matchs – 16 titularisations – et son équipe a terminé deuxième derrière le SL Benfica. Il est retourné à Espinho pour trois autres campagnes, avec le club désormais en Segunda Liga . Le 10 mars 1993, après avoir passé quelques mois avec l'Atlético Clube de Portugal en troisième division, le joueur décède d'une embolie cérébrale ; il n'a que 31 ans.

## Carrière internationale
N'Kongolo faisait partie de l'équipe du Zaïre lors de la Coupe d'Afrique des Nations 1988 qui s'est tenue au Maroc, disputant deux matchs lors d'une éventuelle élimination en phase de groupes.